# William Nylander (ishockeyspelare)
William Andrew Michael Junior Nylander Altelius, född 1 maj 1996 i Calgary, Alberta i Kanada, är en svensk-kanadensisk ishockeyspelare som spelar för NHL-laget Toronto Maple Leafs.

## Spelarkarriär

### Sverige

#### Södertälje SK
'

#### Modo Hockey och Rögle BK
Efter säsongen 2012–13 bröt han sitt kontrakt med Södertälje SK. Den 8 augusti 2013 skrev Nylander ett tvåårskontrakt med SHL-laget Modo Hockey, för att därefter bli utlånad till Rögle BK i Hockeyallsvenskan, där även hans far spelade.
Toronto Marlies
Där Nylander gjorde 32 poäng i 37  matcher

### NHL

#### Toronto Maple Leafs
Nylander valdes av Toronto Maple Leafs som åttonde spelare totalt i 2014 års draft, då draften hölls i Philadelphia.
Han skrev på ett treårigt entry level-kontrakt med Maple Leafs den 18 augusti 2014, men lånades ut till Modo Hockey ytterligare en säsong 2014–15.
Sedan säsongen 2015–16 spelar han för Maple Leafs och sedan 2016–17 tillsammans med 2016 års draftetta Auston Matthews som slog NHL-rekord med fyra mål i debuten, av vilka Nylander assisterade till två av målen.
Sitt första hat trick i NHL gjorde han den 4 februari 2017, mot Boston Bruins.
Han missade drygt två månader av säsongen 2018–19 då hans kontraktförhandlingar med Toronto Maple Leafs drog ut på tiden. Till slut signerade han ett sexårskontrakt värt 45 miljoner dollar den 1 december 2018, den sista dagen att signera för att få spela under säsongen.

## Landslagskarriär
Nylander deltog med Tre Kronor i VM 2017, när laget vann VM-guld. Han utsågs även till VM:s bäste spelare.

## Privatliv
Han är son till ishockeyspelaren Michael Nylander, äldre bror till Alexander Nylander och brorson till Peter Nylander.

## Statistik

### Klubbkarriär

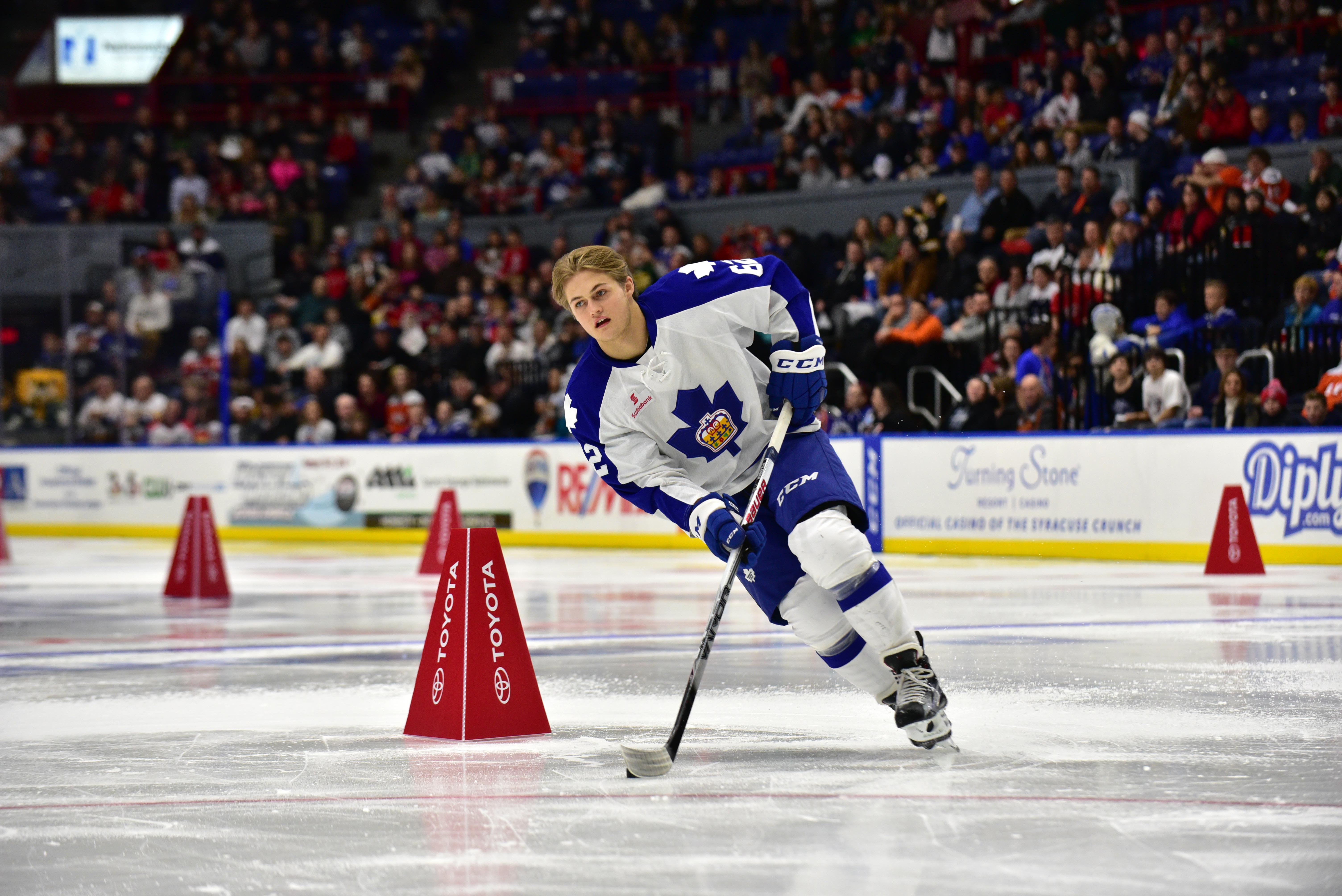
Nylander med Toronto Marlies under 2016 års All-Star-evenemang i AHL.

| 2010–11    | Chicago Mission     | MWEHL      | 29  | 34 | 27  | 61  | 8  | —  | — | — | —  | — |
| 2011–12    | Södertälje SK       | J20        | 8   | 1  | 3   | 4   | 2  | 4  | 0 | 5 | 5  | 2 |
| 2012–13    | Södertälje SK       | Allsv.     | 8   | 4  | 2   | 6   | 2  | 10 | 2 | 1 | 3  | 4 |
| 2012–13    | Södertälje SK       | J20        | 27  | 15 | 28  | 43  | 14 | 5  | 3 | 5 | 8  | 2 |
| 2013–14    | Modo Hockey         | SHL        | 22  | 1  | 6   | 7   | 6  | 2  | 0 | 0 | 0  | 0 |
| 2013–14    | Rögle BK            | Allsv.     | 18  | 4  | 4   | 8   | 10 | —  | — | — | —  | — |
| 2013–14    | Södertälje SK       | Allsv      | 17  | 11 | 8   | 19  | 6  | —  | — | — | —  | — |
| 2014–15    | Modo Hockey         | SHL        | 21  | 8  | 12  | 20  | 6  | —  | — | — | —  | — |
| 2014–15    | Toronto Marlies     | AHL        | 37  | 14 | 18  | 32  | 4  | 5  | 0 | 3 | 3  | 0 |
| 2015–16    | Toronto Marlies     | AHL        | 38  | 18 | 27  | 45  | 10 | 14 | 7 | 4 | 11 | 2 |
| 2015–16    | Toronto Maple Leafs | NHL        | 22  | 6  | 7   | 13  | 4  | —  | — | — | —  | — |
| 2016–17    | Toronto Maple Leafs | NHL        | 81  | 22 | 39  | 61  | 32 | 6  | 1 | 3 | 4  | 2 |
| 2017–18    | Toronto Maple Leafs | NHL        | 82  | 20 | 41  | 61  | 10 | 7  | 1 | 3 | 4  | 0 |
| 2018–19    | Toronto Maple Leafs | NHL        | 54  | 7  | 20  | 27  | 16 | 7  | 1 | 2 | 3  | 2 |
| NHL totalt | NHL totalt          | NHL totalt | 239 | 55 | 107 | 162 | 62 | 20 | 3 | 8 | 11 | 4 |

### Internationellt
| År            | Lag           | Turnering     |               | Matcher | Mål | Assists | Poäng | Utv. |
| ------------- | ------------- | ------------- | ------------- | ------- | --- | ------- | ----- | ---- |
| 2013          | Sverige       | WHC17         | 6             | 2       | 8   | 10      | 2     |      |
| 2013          | Sverige       | U18VM         | 5             | 2       | 1   | 3       | 2     |      |
| 2013          | Sverige       | IH18          | 4             | 4       | 2   | 6       | 4     |      |
| 2014          | Sverige       | U18VM         | 7             | 6       | 10  | 16      | 0     |      |
| 2015          | Sverige       | JVM           | 7             | 3       | 7   | 10      | 0     |      |
| 2016          | Sverige       | JVM           | 1             | 1       | 0   | 1       | 0     |      |
| 2017          | Sverige       | VM            | 10            | 7       | 7   | 14      | 2     |      |
| Junior totalt | Junior totalt | Junior totalt | Junior totalt | 23      | 15  | 21      | 36    | 8    |
| Senior totalt | Senior totalt | Senior totalt | Senior totalt | 10      | 7   | 7       | 14    | 2    |